# Mistrzostwa Świata w Biathlonie 2024 – sztafeta mieszana
Sztafeta mieszana na Mistrzostwach Świata w Biathlonie 2024 odbyła się 7 lutego w Novym Měscie. Była to pierwsza konkurencja podczas tych mistrzostw. Wystartowało w niej 25 reprezentacji, z których 3 zostały zdublowane. Mistrzami świata zostali Francuzi, srebro zdobyli Norwegowie, a trzecie miejsce zajęli Szwedzi.
Polska sztafeta została sklasyfikowana na 15. pozycji.

## Wyniki
| Miejsce | Nr | Reprezentacja                                                                                           | Czas                                      | Kary (L+S)                               | Strata  |
| ------- | -- | --- | ----------------------------------------- | ---------------------------------------- | ------- |
| 01 !    | 2  | Francja · 1. Éric Perrot · 2. Quentin Fillon Maillet · 3. Justine Braisaz-Bouchet · 4. Julia Simon      | 1:09:24,4 15:42,9 16:18,2 19:14,6 18:08,7 | 1+7 0+2 0+3 0+0 0+1 0+1 1+3 0+1 0+0 0+0  |         |
| 02 !    | 1  | Norwegia · 1. Tarjei Bø · 2. Johannes Thingnes Bø · 3. Karoline Knotten · 4. Ingrid Landmark Tandrevold | 1:10:09,6 15:59,6 16:22,0 19:02,1 18:45,9 | 0+2 0+6 0+0 0+2 0+1 0+3 0+0 0+0 0+1 0+1  | +45,2   |
| 03 !    | 4  | Szwecja · 1. Sebastian Samuelsson · 2. Martin Ponsiluoma · 3. Hanna Öberg · 4. Elvira Öberg             | 1:10:26,1 16:30,3 16:12,5 18:55,7 18:47,6 | 0+5 0+5 0+2 0+3 0+1 0+0 0+2 0+0 0+0 0+2  | +1:01,7 |
| 4       | 5  | Szwajcaria · 1. Sebastian Stalder · 2. Niklas Hartweg · 3. Lena Häcki-Groß · 4. Amy Baserga             | 1:10:27,3 16:00,0 16:41,4 18:40,7 19:05,2 | 0+1 0+2 0+0 0+0 0+1 0+0 0+0 0+2 0+0 0+0  | +1:02,9 |
| 5       | 7  | Niemcy · 1. Justus Strelow · 2. Philipp Nawrath · 3. Franziska Preuß · 4. Vanessa Voigt                 | 1:10:55,3 15:43,8 16:09,0 20:00,3 19:02,2 | 0+3 1+6 0+0 0+0 0+0 0+3 0+3 1+3 0+0 0+0  | +1:30,9 |
| 6       | 8  | Austria · 1. David Komatz · 2. Simon Eder · 3. Tamara Steiner · 4. Anna Gandler                         | 1:11:54,9 16:30,6 16:41,6 19:41,6 19:01,1 | 0+3 0+1 0+1 0+0 0+0 0+2 0+2 0+0 0+0 0+0  | +2:30,5 |
| 7       | 9  | Ukraina · 1. Artem Pryma · 2. Dmytro Pidruczny · 3. Julija Dżima · 4. Iryna Petrenko                    | 1:12:13,3 16:31,3 16:51,4 19:25,8 19:24,7 | 0+3 0+5 0+2 0+2 0+0 0+1 0+1 0+1 0+0 0+1  | +2:48,8 |
| 8       | 10 | Belgia · 1. Florent Claude · 2. Thierry Langer · 3. Lotte Lie · 4. Maya Cloetens                        | 1:12:34,4 16:38,4 16:34,8 19:32,7 19:48,5 | 0+1 0+2 0+0 0+1 0+0 0+0                  | +3:10,0 |
| 9       | 11 | Słowenia · 1. Miha Dovžan · 2. Jakov Fak · 3. Polona Klemenčič · 4. Anamarija Lampič                    | 1:12:46,6 17:21,9 16:36,2 20:00,1 18:48,4 | 0+3 1+8 0+1 1+3 0+0 0+1 0+2 0+1 0+0 0+3  | +3:22,2 |
| 10      | 3  | Włochy · 1. Didier Bionaz · 2. Tommaso Giacomel · 3. Dorothea Wierer · 4. Lisa Vittozzi                 | 1:13:27,2 17:49,1 17:09,3 19:25,9 19:02,9 | 1+7 2+8 0+3 2+3 1+3 0+1 0+1 0+1 0+0 0+3  | +4:02,8 |
| 11      | 17 | Stany Zjednoczone · 1. Vincent Bonacci · 2. Sean Doherty · 3. Deedra Irwin · 4. Chloe Levins            | 1:13:36,3 16:28,4 16:58,7 19:32,0 20:37,2 | 0+3 0+3 0+0 0+2 0+2 0+1 0+1 0+0 0+0 0+0  | +4:11,9 |
| 12      | 13 | Estonia · 1. Rene Zahkna · 2. Kristo Siimer · 3. Tuuli Tomingas · 4. Regina Ermits                      | 1:14:05,7 17:11,6 17:17,5 20:05,0 19:31,6 | 0+5 0+6 0+1 0+2 0+1 0+1 0+2 0+2 0+1 0+1  | +4:41,3 |
| 13      | 16 | Kanada · 1. Adam Runnalls · 2. Christian Gow · 3. Nadia Moser · 4. Emma Lunder                          | 1:14:07,2 16:41,0 16:48,1 20:29,0 20:09,1 | 0+4 0+7 0+2 0+3 0+0 0+0 0+1 0+2          | +4:42,8 |
| 14      | 6  | Czechy · 1. Michal Krčmář · 2. Tomáš Mikyska · 3. Markéta Davidová · 4. Jessica Jislová                 | 1:14:12,2 17:44,7 17:03,1 19:37,9 19:46,5 | 1+5 0+8 1+3 0+2 0+0 0+1 0+2 0+2 0+0 0+3  | +4:47,8 |
| 15      | 15 | Polska · 1. Jan Guńka · 2. Andrzej Nędza-Kubiniec · 3. Anna Mąka · 4. Joanna Jakieła                    | 1:14:25,7 17:12,7 17:24,6 19:50,5 19:57,9 | 0+4 0+3 0+1 0+1 0+0 0+1 0+2 0+0 0+1 0+1  | +5:01,3 |
| 16      | 24 | Słowacja · 1. Tomáš Sklenárik · 2. Damián Cesnek · 3. Anastasija Kuźmina · 4. Mária Remeňová            | 1:15:47,9 16:45,7 18:43,3 20:05,1 20:13,8 | 2+7 0+6 0+1 0+3 1+3 0+1 0+0 0+1          | +6:23,5 |
| 17      | 18 | Litwa · 1. Maksim Fomin · 2. Vytautas Strolia · 3. Lidia Žurauskaitė · 4. Natalija Kočergina            | 1:16:01,0 17:22,8 17:05,5 20:21,2 21:11,5 | 0+3 0+9 0+0 0+2 0+1 0+2 0+0 0+2 0+2 0+3  | +6:36,6 |
| 18      | 21 | Mołdawia · 1. Michaił Usow · 2. Pawieł Magaziejew · 3. Ałła Hyłenko · 4. Alona Makarowa                 | 1:16:08,3 17:23,7 17:10,2 20:33,2 21:01,2 | 0+5 0+6 0+0 0+2 0+2 0+1 0+0 0+2 0+3 0+1  | +6:43,9 |
| 19      | 20 | Łotwa · 1. Renārs Birkentāls · 2. Edgars Mise · 3. Baiba Bendika · 4. Annija Sabule                     | 1:16:32,2 17:09,8 17:19,8 19:46,1 22:16,5 | 0+6 1+6 0+2 0+1 0+2 0+0 0+1 1+3 0+1 0+2  | +7:07,8 |
| 20      | 12 | Finlandia · 1. Tuomas Harjula · 2. Otto Invenius · 3. Venla Lehtonen · 4. Suvi Minkkinen                | 1:16:41,5 17:12,2 17:27,9 21:35,5 20:25,9 | 0+7 1+6 0+2 0+2 0+1 1+3 0+3 0+0 0+1 0+1  | +7:17,1 |
| 21      | 19 | Kazachstan · 1. Aleksandr Muchin · 2. Władisław Kiriejew · 3. Galina Wiszniewska · 4. Polina Jegorowa   | 1:17:02,4 16:08,5 18:12,1 21:13,5 21:28,3 | 0+4 0+5 0+0 0+0 0+2 0+1 0+1 0+1 0+1 0+3  | +7:38,0 |
| 22      | 14 | Bułgaria · 1. Błagoj Todew · 2. Władimir Iliew · 3. Walentina Dimitrowa · 4. Łora Hristowa              | 1:18:46,0 17:51,1 17:52,9 20:38,2 22:23,8 | 0+2 5+12 0+2 1+3 0+0 2+3 0+0 0+3 0+0 2+3 | +9:21,6 |
| 23      | 22 | Rumunia · 1. George Buta · 2. Dmitrij Szamajew · 3. Anastasija Tołmaczewa · 4. Andreea Mezdrea          | LAP 17:46,0 18:02,9                       | 0+0 0+4 0+0 0+2 0+0 0+0 0+0 0+2          | —       |
| 24      | 25 | Japonia · 1. Mikito Tachizaki · 2. Kiyomasa Ojima · 3. Aoi Sato · 4. Hikaru Fukuda                      | LAP 17:44,4 18:06,7                       | 1+6 0+4 0+3 0+0 0+0 0+1 1+3 0+3          | —       |
| 25      | 23 | Korea Południowa · 1. Choi Du-jin · 2. Timofiej Łapszyn · 3. Jekatierina Awwakumowa · 4. Ko Eun-jung    | LAP 19:11,9 17:28,8                       | 2+8 0+2 1+3 0+1 0+2 0+0 1+3 0+1          | —       |